# Victoria Mata
Victoria Mata es una política venezolana. Fue ministra del Poder Popular para el Deporte sobre Hugo Chávez y es actualmente diputada reelecta en las elecciones de diciembre de 2020. Fue miembro de la Asamblea Nacional Constituyente de 2017.
En las elecciones parlamentarias de 2015, salió electa como diputada suplente de Héctor Rodríguez Castro.

## Biografía
Fue elegida diputada en los periodos 2000-2006, 2011-2016 y 2016-2021. También se ha desempeñado como ministra de deporte.